# 앤틸리스유령얼굴박쥐
앤틸리스유령얼굴박쥐(Mormoops blainvillii)는 유령얼굴박쥐과에 속하는 박쥐의 일종이다. 쿠바와 도미니카 공화국, 아이티, 자메이카 그리고 푸에르토리코에서 발견된다.

## 특징
앤틸리스유령얼굴박쥐는 연한 황갈색부터 좀더 불그스레한 색까지 띠며, 복부 반대쪽의 등쪽에 진한 색소 침착을 보인다. 털갈이하는 표본은 관찰되지 않는다. 게다가 연구, 관찰되거나 기록된 바에 의하면 색깔이 지리적 변이를 보이는 않는다. 유령얼굴박쥐속의 다른 종들처럼, 앤틸리스유령얼굴박쥐는 정교하고 복잡한 얼굴 옹이와 잎을 닮은 부속 기관을 갖고 있다.